# Reversopelma
Reversopelma es un género monotípico de arañas migalomorfas de la familia Theraphosidae. Su única especie: Reversopelma petersi Schmidt, 2001, es originaria de Perú y Ecuador. 